# Maják Tokenäsudde
Maják Tokenäsudde je maják na pobřeží Kalmarského průlivu Baltského moře. Nachází se u vesnice Byxelkrok v okrese Borgholm na ostrově Öland v kraji Kalmar v jižním Švédsku.

## Další informace
Kamenný maják byl postaven v roce 1893 a od roku 1955 je elektrifikován. Ochoz bílého majáku je celoročně volně přístupný a slouží jako vyhlídka. Poblíž majáku se nachází dřevěný větrný mlýn a turistická trasa/cyklotrasa Neptunileden.

## Galerie

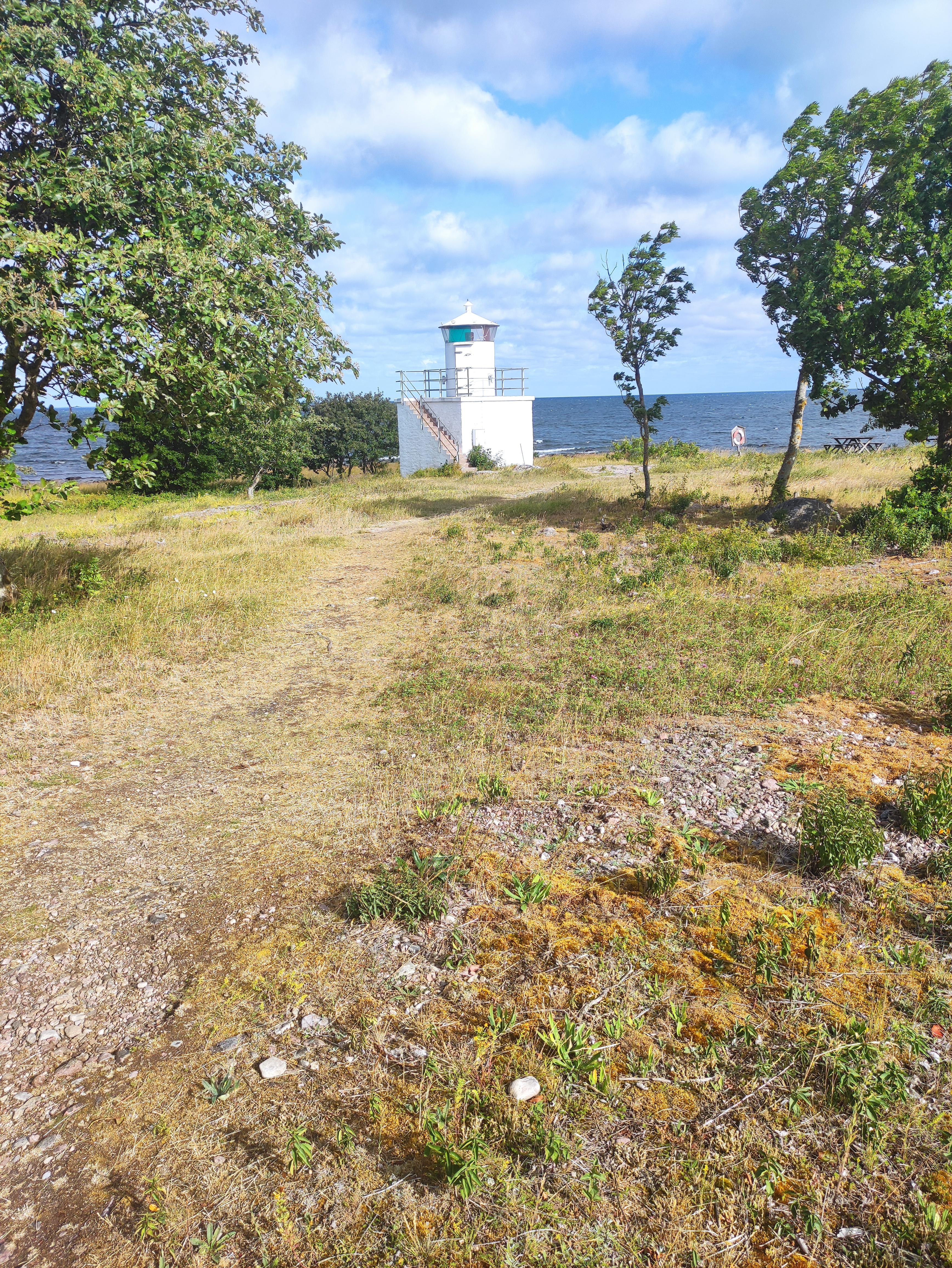
Maják v krajině
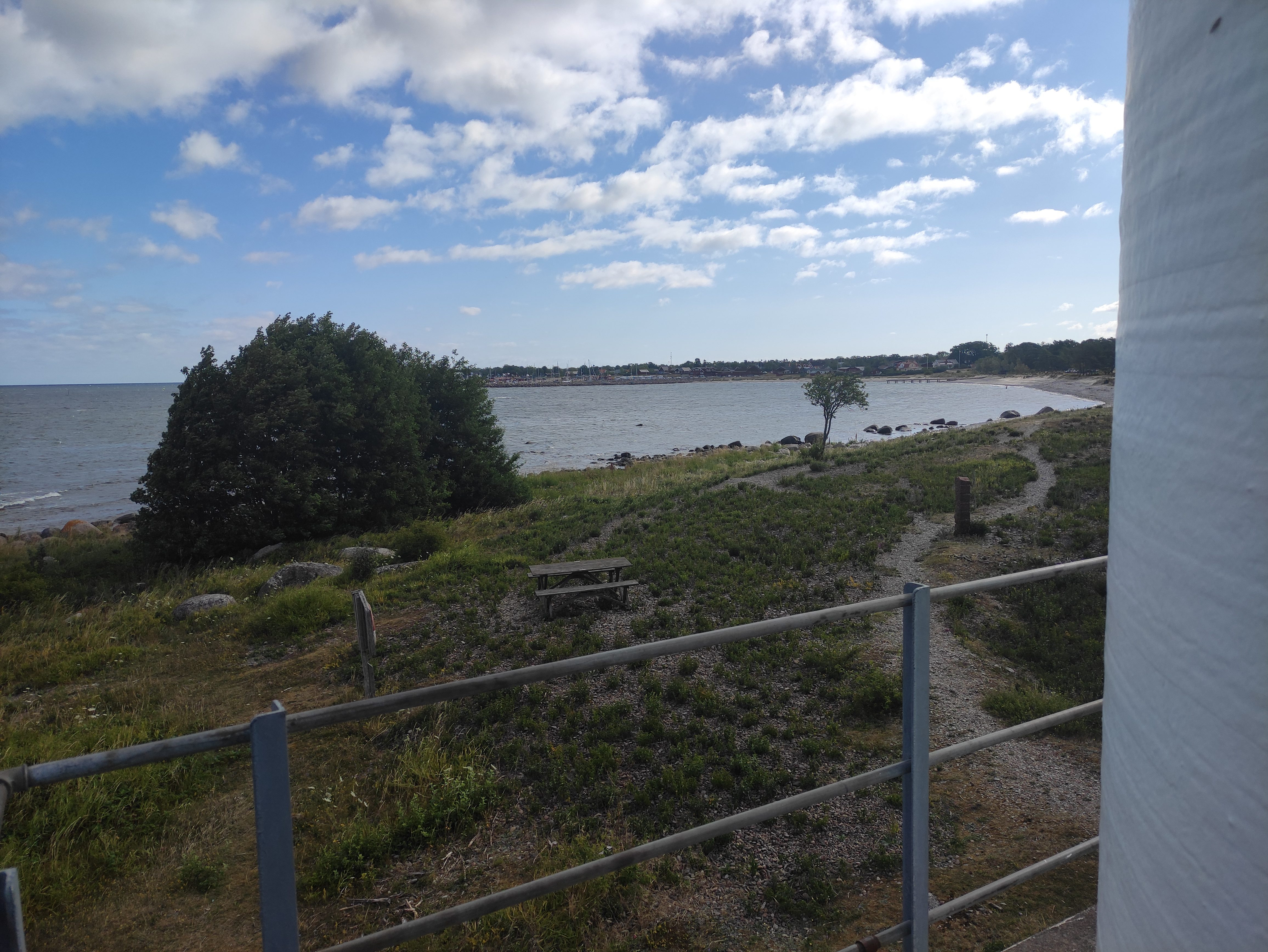
Vyhlídka z majáku